# Zelus auralanus
Zelus auralanus  (лат.) — вид клопов-хищнецов рода Zelus из семейства Reduviidae.

## Распространение
Неотропика (Боливия, Бразилия, Перу, Эквадор).

## Описание
Длина тела 12 — 18 мм (самки крупнее, но глаза, наоборот, у них меньше, чем у самцов), узкие, ноги тонкие и длинные. Основная окраска желтовато-коричневая с красноватым оттенком. Голова цилиндрической формой головы (соотношение длины и ширины головы = 2,63). 
Видовое название дано по признаку яркой окраски (auralanus).
Вид был впервые описан в 2016 году американскими энтомологами Guanyang Zhang (Department of Entomology, Калифорнийский университет в Риверсайде, Риверсайд, Калифорния, США) и Элвудом Хартом (Elwood R. Hart, Department of Entomology, Университет штата Айова, Ames).